# Jacopo Buonaparte
Jean Bonaparte
Jacopo Buonaparte ou Giacomo Buonaparte (ou encore Jean Bonaparte), mort en 1541, est un prêtre et gentilhomme attaché aux Orsini, qui fut le dernier représentant de la branche des Bonaparte de San Miniato.

## Biographie
Fils de Pierre II Bonaparte et de Catherine Albizzi, Jacopo Buonaparte est gentilhomme de San Miniato et devient prêtre. Ami et conseiller du pape Clément VIII, il est présent à Rome entre 1500 et 1527 et assiste au sac de Rome. Dans la Biographie universelle ancienne et moderne de 1835, il est écrit qu'il n'y a pas de preuves qu'il ait été témoin du sac de Rome, alors que d'après le livre Le sac de Rome de 1964, il est écrit qu'il est témoin oculaire.
On a sous son nom un dramatique récit intitulé Ragguaglio storico di tutto l'occorso... nel sacco di Roma dell'anno 1527 (Tableau historique des événemens survenus pendant le sac de Rome en 1527),, traduit anonymement par Antoine-Romain Hamelin (l'époux de Fortunée Hamelin) en 1809. Selon le livre Le théâtre français au XVI et au XVIIe siècle, Napoléon III est un de ses descendants.
Il meurt en 1541.

## Publication
- La première publication eut lieu à Cologne en 1756 d'après le manuscrit original.
- Jacopo Bonaparte, Tableau historique des événemens survenus pendant le sac de Rome en 1527, Paris, Gabriel Warée, 1809 (lire en ligne).
- N. L. B. (Napoléon-Louis Bonaparte), Sac de Rome : écrit en 1527, par Jacques Bonaparte, témoin oculaire, Florence, Imprimerie granducale, 1830 (lire en ligne)